# Tischeria ekebladioides
Tischeria ekebladioides là một loài bướm đêm thuộc họ Tischeriidae. Nó được tìm thấy ở Tây Ban Nha, Bồ Đào Nha và Tunisia.
Ấu trùng ăn Quercus mirbeckii, Quercus canariensis và Quercus suber. Chúng ăn lá nơi chúng làm tổ.